# Jennifer Ehle
Jennifer Ann Ehle (Winston-Salem, Carolina del Norte, 29 de diciembre de 1969) es una actriz estadounidense de teatro y cine. Es conocida por su papel como Elizabeth Bennet en la miniserie Pride and Prejudice. Tuvo un papel secundario en la película La noche más oscura de 2012 como agente de la CIA enviada a Pakistán para desmantelar la red terrorista de Bin Laden. Interpretó a la exesposa fallecida del Dr. Michael Holt en A Gifted Man, la Dra. Anna Paul.
Figuró entre el reparto del capítulo piloto de la serie de HBO Juego de tronos, filmado en 2009, interpretando a Catelyn Stark. Debido al reciente nacimiento de su hija Talulah, decidió abandonar la serie, dejando el papel en manos de Michelle Fairley.

## Primeros años
Es hija del autor estadounidense John Ehle y de la actriz británica Rosemary Harris. Hizo su debut en 1973 en el teatro en A Streetcar Named Desire, donde su madre interpretaba a Blanche Dubois. Pasó su juventud entre Reino Unido y Estados Unidos, asistiendo a 18 escuelas diferentes incluyendo la Academia de Arte Interlochen.

## Vida personal
Durante la filmación de Pride and Prejudice, Ehle comenzó un breve romance con Colin Firth. Se casó con el escritor Michael Ryan el 9 de noviembre de 2001, y tienen dos hijos, George, nacido en 2003 y Talulah, nacida en 2009.

## Filmografía

### Televisión
| Año  | Título              | Personaje          | Notas                             |
| ---- | ------------------- | ------------------ | --------------------------------- |
| 1992 | The Camomile Lawn   | Joven Calypso      | Serie de televisión, 5 episodios  |
| 1995 | Orgullo y prejuicio | Elizabeth Bennet   | Serie de televisión, 6 episodios  |
| 1997 | Melissa             | Melissa            | Serie de televisión, 5 episodios  |
| 2008 | The Russell Girl    | Lorraine Morrissey | Película para televisión          |
| 2011 | A Gifted Man        | Anna Paul          | Serie de televisión, 16 episodios |
| 2013 | Low Winter Sun      | Susan              | Serie de televisión, 1 episodio   |
| 2014 | The Blacklist       | Madeline Pratt     | Episodio: "Madeline Pratt"        |

### Películas
| Año  | Título                       | Personaje                            | Observaciones |
| ---- | ---------------------------- | ------------------------------------ | ------------- |
| 1994 | Backbeat                     | Cynthia Powell                       |               |
| 1997 | Paradise Road                | Rosemary Leighton-Jones              |               |
| 1997 | Wilde                        | Constance Lloyd Wilde                |               |
| 1998 | Bedrooms and Hallways        | Sally                                |               |
| 1999 | Sunshine                     | Valerie Sonnenschein                 |               |
| 1999 | This Year's Love             | Sophie                               |               |
| 2002 | Possession                   | Christabel LaMotte                   |               |
| 2006 | Alpha Male                   | Alice Ferris                         |               |
| 2005 | The River King               | Betsy Chase                          |               |
| 2008 | Pride and Glory              | Abby Tierney                         |               |
| 2008 | Before the Rains             | Laura                                |               |
| 2009 | The Greatest                 | Joan                                 |               |
| 2010 | El discurso del rey          | Myrtle Logue                         |               |
| 2011 | The Ides of March            | Cindy Morris                         |               |
| 2011 | Contagio                     | Ally Hextall                         |               |
| 2011 | The Adjustment Bureau        | Camarera en la heladería de Brooklyn |               |
| 2012 | La noche más oscura          | Jessica                              |               |
| 2014 | RoboCop                      | Liz Kline                            |               |
| 2014 | A Little Chaos               | Madame De Montespan                  |               |
| 2014 | Black or White               |                                      |               |
| 2014 | Advantageous                 | Isa Cryer                            |               |
| 2014 | The Forger                   | Kim Cutter                           |               |
| 2015 | Cincuenta sombras de Grey    | Carla Wilkes Adams                   |               |
| 2015 | Spooks: The Greater Good     | Geraldine Maltby                     |               |
| 2016 | Little Men                   | Kathy Jardine                        |               |
| 2016 | Los principios del cuidado   | Elsa                                 |               |
| 2017 | I Kill Giants                | Sra. Thorson                         |               |
| 2019 | The Professor and the Madman | Ada Murray                           |               |
| 2020 | Saint Maud                   | Amanda                               |               |
| 2021 | John and the Hole            | Anna                                 |               |

### Teatro
| Año       | Título                           | Personaje             | Compañía                   | Lugar                              |
| --------- | -------------------------------- | --------------------- | -------------------------- | ---------------------------------- |
|           | 1959 Pink Thunderbird            |                       |                            | Edinburgh Festival                 |
|           | Laundry and Bourbon              |                       |                            | Edinburgh Festival                 |
| 1991      | Tartuffe                         | Elmire                | Peter Hall Company         |                                    |
| 1992      | Breaking the Code                | Pat Green             | Triumph Productions Tour   |                                    |
| 1995–1996 | Richard III                      | Lady Anne             | Royal Shakespeare Company  |                                    |
| 1995–1996 | Painter of Dishonour             | Serafina              | Royal Shakespeare Company  |                                    |
| 1995–1996 | The Relapse                      | Amanda                | Royal Shakespeare Company  |                                    |
| 1999      | The Real Thing                   | Annie                 |                            | Donmar Warehouse                   |
| 1999      | Summerfolk                       | Varvara Mikhailovna   |                            | National Theatre                   |
| 2000      | The Real Thing                   | Annie                 |                            | Albery Theatre y Barrymore Theatre |
| 2001      | Design for Living                | Gilda                 | Roundabout Theatre Company | American Airlines Theater          |
| 2005      | The Philadelphia Story           | Tracy Lord            |                            | The Old Vic, Londres               |
| 2006      | Macbeth                          | Lady Macbeth          | Shakespeare in the Park    | Delacorte Theater                  |
| 2006      | The Coast of Utopia: Voyage      | Liubov Bakunin        |                            | Vivian Beaumont Theater            |
| 2006      | The Coast of Utopia: Shipwrecked | Natalie Herzen        |                            | Vivian Beaumont Theater            |
| 2007      | The Coast of Utopia: Salvage     | Malwida von Meysenbug |                            | Vivian Beaumont Theater            |
| 2010      | Mr. and Mrs. Fitch               | Mrs. Fitch            |                            | Second Stage Theatre               |